# Tal Memorial
Tal Memorial er en årligt skakturnering, der er blevet afholdt i Moskva fra 2006 til 2018, med undtageles af 2015, til ære for tidligere skakverdensmester Mikhail Tal (1936–1992).
Mange af verdens stærkeste skakspillere har deltaget. I 2014 blev den afholdt udelukkende som en lynskakturnering, og den klassiske skakturnering blev erstattet af TASHIR Petrosian Memorial. Den vendte tilbage til til det normale i oktober 2016.

## Vindere
| #  | År                            | Gns. Elo     | Vinder                                                                                | Runder | Point |
| -- | ----------------------------- | ------------ | ------------------------------------------------------------------------------------- | ------ | ----- |
| 1  | 2006                          | 2727         | Peter Leko (Hungary) Ruslan Ponomariov (Ukraine) Levon Aronian (Armenien)             | 9      | 5½    |
| 2  | 2007                          | 2741         | Vladimir Kramnik (Rusland)                                                            | 9      | 6½    |
| 3  | 2008                          | 2738         | Vasyl Ivanchuk (Ukraine)                                                              | 9      | 6     |
| 4  | 2009                          | 2761         | Vladimir Kramnik (Rusland)                                                            | 9      | 6     |
| 5  | 2010                          | 2757         | Levon Aronian (Armenien) Sergey Karjakin (Rusland) Shakhriyar Mamedyarov (Azerbaijan) | 9      | 5½    |
| 6  | 2011                          | 2776         | Magnus Carlsen (Norway) Levon Aronian (Armenien)                                      | 9      | 5½    |
| 7  | 2012                          | 2777         | Magnus Carlsen (Norge)                                                                | 9      | 5½    |
| 8  | 2013                          | 2777         | Boris Gelfand (Israel)                                                                | 9      | 6     |
| 9  | 2014 (lynskak)                | 2777         | Shakhriyar Mamedyarov (Azerbaijan)                                                    | 22     | 16    |
| 10 | 2016                          | 2760         | Ian Nepomniachtchi (Rusland)                                                          | 9      | 6     |
| 11 | 2018 (hurtigskak)2018 (blitz) | 2757.12781.5 | Viswanathan Anand (Indien) Sergey Karjakin (Rusland)                                  | 913    | 610   |